# Open the Gates
Open the Gates ist ein Jazzalbum der Formation Irreversible Entanglements. Die am 5. Januar 2021 im Rittenhouse Soundworks Studio, Philadelphia, entstandenen Aufnahmen erschienen am 20. Oktober 2021 auf International Anthem. Bereits im August 2021 veröffentlichte die Band den Titeltrack als Musikvideo (Regie: Cyrus Moussavi).

## Hintergrund
Open the Gates ist nach Who Sent You? (2020) das dritte Album von Irreversible Entanglements, nach eigener Auskunft „eine melancholische Erkundung der postkolonialen Trümmer, die uns umgeben“. In der Band spielen Luke Stewart am Bass, Aquiles Navarro auf der Trompete, Keir Neuringer am Saxophon, Tcheser Holmes am Schlagzeug und Camae Ayewa alias Moor Mother als Sängerin. Nach Ansicht von Hubert Adjei-Kontoh symbolisiert der Titel „das Beharren von Moor Mother darauf, dass die mentalen und politischen Mauern, die uns vom tatsächlichen Wandel trennen, abgerissen werden.“
Das dritte Studioalbum des vermeintlichen „Free-Jazz-Kollektivs“ wird als „eine melancholische Erkundung des postkolonialen Schutts, der uns umgibt“ beschrieben. Die Gruppe hat das Album an einem einzigen Tag aufgenommen.

## Titelliste
- Irreversible Entanglements: Open the Gates (International Anthem)

1. Open the Gates
2. Keys to Creation
3. Lágrimas del mar
4. Storm Came Twice
5. Water Meditation
6. Six Sounds
7. The Port Remembers

## Rezeption
Hubert Adjei-Kontoh schrieb in Pitchfork Media, in einem überfüllten Feld revolutionärer Jazzgruppen würden Irreversible Entanglements die Musik so radikal wie ihre Vision halten. „Open the Gates“, der Titelsong des Albums, sei da nicht anders. Rollende Perkussion (von Schlagzeuger Tcheser Holmes) und ein stetiges Bass-Riff (von Luke Stewart) bildeten eine stabile Kanzel für Moor Mothers befreiende Erklärungen. In wenigen Zeilen geht sie von Entschlossenheit zu Abstraktion: „Öffne die Tore, wir kommen an, Energiezeit/Universales Klanggesetz, nicht schuldig, keine Zeit.“ Das Verlangen nach Freiheit, das vom unerbittlichen Stampfen der Rhythmusgruppe widergespiegelt werde, sei vertraut und doch gewagt. Obwohl man von der Band bereits ähnliche Ansichten gehört haben mag – wie auf dem treibenden „No Mas“, wo Moor Mother ein Ende der Spaltungen über Holmes’ klappernde Perkussion und Aquiles Navarros Trompetenschläge forderte – sei dies keine bloße Runderneuerung [ihrer bisherigen Musik].
Nach Meinung von Nate Chinen (Take Five/WBGO) sei jede neue Veröffentlichung des experimentellen Kollektivs Irreversible Entanglements es wert, [beim Hören aufmerksam] gerade zu sitzen – und Open the Gatessei da sicherlich keine Ausnahme. Bereits der Titeltrack liefere dafür den Beweis; wie immer stamme die Kraft des Tracks gleichermaßen aus dem Spoken-Word-Feuer von Moor Mother (Camae Ayewa) und dem feurigen Zusammenhalt der Bläser mit der Rhythmusgruppe. Wie Lars Gotrich geschrieben hat, als er den Titeltrack in der NPR-Sendung NowPlaying vorstellte: „Polyrhythmische Perkussion-Joggings in flottem Tempo zu Luke Stewarts peitschender Basslinie, während Altsaxophon (Keir Neuringer) und Trompete (Aquiles Navarro) sich um eine königliche, anregende Melodie verwickeln, die stellt „Camptown Races“ – ein Lied voller Minstrel-Haftigkeit – gegen Ayewas Befreiungspoesie.“

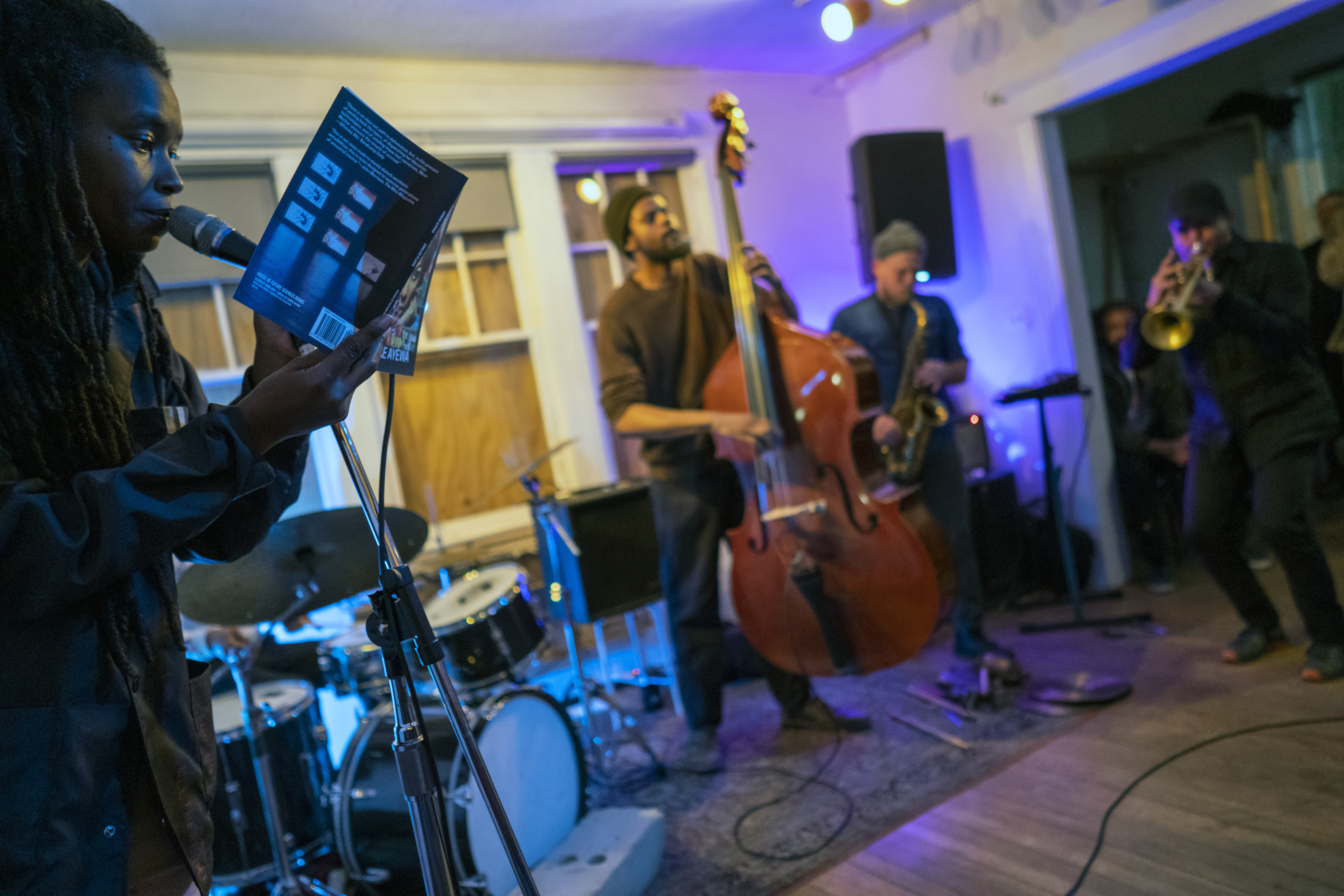
Irreversible Entanglements (2020)

Nach Ansicht von Phil Freeman, der das Album in Stereogum rezensierte, ist dieses Album genauso furios und aufregend wie seine Vorgänger. Auf Who Sent You? (2020) hätten sie begonnen, Elektronik in ihren Free Jazz zu integrieren, und fügten der Musik eine beunruhigende Unterströmung hinzu. Auf diesem Album sei dieses Element noch präsenter; die Bandmitglieder spielten alle zusätzlich zu ihren Hauptinstrumenten Synthesizer, und Luke Stewart wechsle zwischen Kontrabass und E-Bass. Auf „Lágrimas del mar“ (deutsch: Tränen des Meeres) sei die Stimme von Moor Mother grimmig und trotzig wie immer, aber es gebe einen Ton der Vorfreude, der sich erlaube, etwas zu wollen und anzuerkennen, dass man es tatsächlich bekommen könnte, das sei noch mutiger als Wut. „Ich bin der guten Nachricht so nah, dem Silber und Gold, dem täglichen Brot“, so Moor Mother. Und sie mache, dass die Hörer  lässt daran glauben.
Live würde Irreversible Entanglements eines der tiefgreifendsten Erlebnisse in der gesamten modernen Musik liefern, meint Joe Muggs (Daily Bandcamp). Tief verwurzelt im Spiritual Jazz, Free Jazz und Soul, bewegten sie sich zwischen scheuerndem Lärm und herrlicher kosmischer Harmonie, wobei die Proklamationen von Camae „Moor Mother“ Ayewa jede Stimmung verstärken und ihren Ausdruck von Befreiungspolitik, universellem Bewusstsein und einer scharfen, intellektueller Modernismus finden – unter Einbeziehung der Prinzipien von Hip-Hop, Punk und mehr. Auf dem Album würden sie dies etwas zügeln – es wäre unmöglich, es nicht zu tun! –, aber diese elementare Kraft bleibe präsent – ebenso wie ein brillanter, Trance-auslösender Groove.